# Sinar Sari (Dramaga)
Sinar Sari is een bestuurslaag in het regentschap Bogor van de provincie West-Java, Indonesië. Sinar Sari telt 8493 inwoners (volkstelling 2010).